# Fools of Fate
Fools of Fate er en amerikansk stumfilm fra 1909 af D. W. Griffith.

## Medvirkende
- James Kirkwood som Ben Webster
- Marion Leonard som Fanny Webster
- Frank Powell som Ed Hilton
- Henry B. Walthall
- William Beaudine